# Schöder
Schöder est une commune autrichienne du district de Murau en Styrie.